# Implante coclear

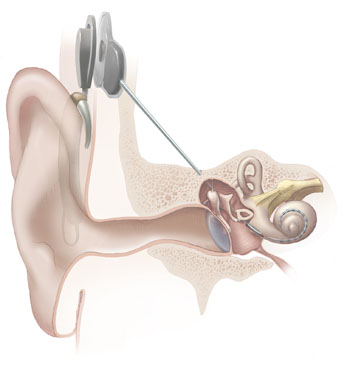
Ilustração do interior de um implante coclear

O implante coclear (IC) é um dispositivo eletrônico, parcialmente implantado, que visa proporcionar aos seus usuários sensação auditiva próxima ao fisiológico. Ao contrário do Aparelho de Amplificação Sonora (AASI), que é indicado na reabilitação da deficiência auditiva de indivíduos de diversos graus, inclusive severo e que ainda possuem audição residual, o implante coclear é recomendado para aqueles com alterações auditivas importantes e que essa audição residual está comprometida.
O Implante Coclear possui uma parte externa e outra interna. A parte externa é constituída por um microfone, um microprocessador de fala e um transmissor. A parte interna possui um receptor e estimulador, um eletrodo de referência e um conjunto de eletrodos que são inseridos dentro da cóclea. Esse dispositivo eletrônico tem por objetivo estimular, através desses eletrodos implantados dentro da cóclea, o nervo auditivo que, por sua vez, leva os sinais para o encéfalo onde serão decodificados e interpretados como sons.
É válido lembrar que diagnóstico precoce da perda auditiva, ou seja, antes dos 12 meses de vida, é de suma importância, pois possibilita identificar qualquer alteração auditiva num período considerado ideal, período esse em que há maior plasticidade do sistema auditivo. Quanto mais cedo esse processo de diagnóstico e intervenção se iniciar melhor é prognóstico. A demora do diagnóstico acaba refletindo no processo de aquisição e desenvolvimento da linguagem oral das crianças.
Após os 3 anos e meio de idade inicia-se um período chamado crítico, que vai até aos 7 anos, onde a plasticidade do sistema auditivo já não é mais a mesma e, por tanto, o sucesso do implante coclear pode variar de criança para criança. Passando desse período, as chances de um bom prognóstico diminuem consideravelmente.

## Histórico (principais portarias)
- Portaria Nº 126, de 17 de setembro 1993[5] - Criação da cirurgia de implante coclear na tabela de procedimentos do SIH/SUS;
- Portaria Nº  211, de 8 de novembro de 1996[6] - Estabelecimento das normas para o cadastramento de Centros/ Núcleos para a realização de implante coclear;
- Portaria GM/MS Nº 1278, de 20 outubro de 1999[7] - Aprova os critérios de indicação e contraindicação de implante coclear e estabelece as normas para o cadastramento de Centros/ Núcleos para a realização de implante coclear;
- Portaria GM/MS nº 2.073, de 28 de setembro de 2004[8]- institui a Política Nacional de Atenção à Saúde Auditiva.
- Portaria SAS/MS nº 587, de 07 de outubro de 2004[9]- determina a organização e a implantação de Redes Estaduais de Atenção à Saúde Auditiva
- Portaria Nº 2776, de 18 de dezembro de 2014[10] - Revogação da Portaria GM/MS Nº 1278, de 20 outubro de 1999.
- Portaria Nº 2157, de 23 de dezembro de 2015[11] - Altera os art. 8º e 24 da Portaria nº 2.776/GM/MS, de 18 de dezembro de 2014.
- Portaria Nº 56, de 6 de janeiro de 2017[12] - revoga o art. 24 da Portaria nº 2.776/GM/MS, de 18 de dezembro de 2014.

## Funcionamento do implante coclear
Resumidamente, o implante coclear assume a função das células ciliadas internas, ativando o nervo auditivo diretamente. Porém, para se ter um bom entendimento desse processo, é importante compreender a fisiologia natural da audição, acústica, psicoacústica, neurologia, cognição, processamento de sinais, dentre outras áreas.
Nesta seção pretende-se descrever brevemente o funcionamento de um implante coclear, visando dois pontos específico: a estimulação elétrica do nervo auditivo e o processamento do sinal acústico. Outros aspectos como a transmissão do sinal do componente externo para o interno, o funcionamento do hardware e a codificação do sinal para a transmissão não serão tratados aqui.
O sistema completo do implante coclear é composto por diversas partes: (1) um microfone para captar o sinal acústico; (2) um processador digital para transformar o sinal do microfone em um sinal que será a estimulação dos eletrodos implantados na cóclea; (3) um sistema de transmissão e recepção para transmitir as informações da estimulação para a parte interna do sistema; (4) os eletrodos de estimulação na cóclea e (5) um cabo multi-wire para conectar a saída do receptor/estimulador aos vários eletrodos.

### Estimulação elétrica do nervo auditivo:
O propósito da estimulação elétrica do nervo auditivo é substituir a estimulação que deveria ser feita pelas células ciliadas internas, mas que não ocorre devido ao mau funcionamento ou a inexistência dessas células.

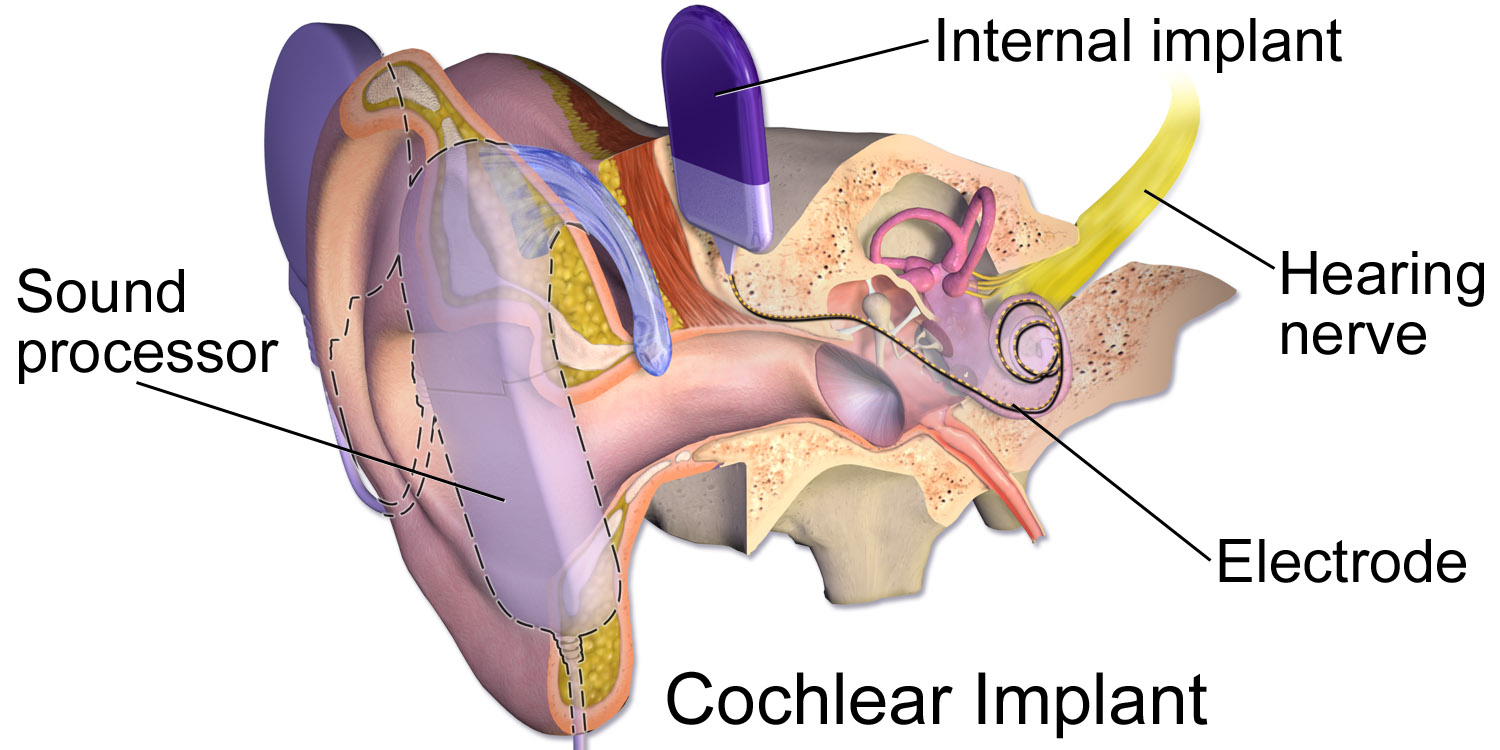
Ilustração de um implante coclear.

A estimulação do nervo auditivo é feita através de corrente elétrica aplicada pelos eletrodos implantados escala timpanica (scala tympani). Cada eletrodo do conjunto está implantado em uma posição diferente ao longo do comprimento da cóclea e portanto estimulam subpopulações diferentes de neurônios. Os implantes tentam repetir a tonotopia de estimulação criada na cóclea, de forma que os estímulos de alta frequências estimulem os eletrodos basais (próximos à janela oval) e os estímulos de baixa frequência estimulem os eletrodos apicais (próximos ao elicotrema). Os estímulos apresentados em cada eletrodo possuem um potência que é relativo ao potencial do eletrodo de referência, geralmente implantado no músculo temporal. Este tipo de estimulação é chamada monopolar. Existe ainda a estimulação bipolar em que os estímulos são apresentados como diferenças de potenciais entre dois eletrodos vizinhos. A grande maioria dos implantes utilizados é do tipo monopolar pois: (1) a performance é ao menos tão boa quanto a performance da estimulação bipolar, (2) requer um consumo substancialmente menor de energia, aplicando menores correntes e assim prolongando a vida da bateria, (3) as diferenças de limiares ou MCL (most comfortable loudness level) para cada eletrodo são menores com a estimulação monopolar do que com a estimulação bipolar, o que pode melhorar o ajuste do implante coclear ao paciente.
Existem implantes que permitem a inserção máxima de 30,4mm para o eletrodo mais apical, podendo assim estimular as fibras do nervo auditivo que se encontram além da segunda volta da cóclea. A estimulação desta região permite criar a sensação de pitch bem grave, o que não é possível em outros implantes em que a profundidade máxima de inserção é 20mm.
Um dos principais objetivos no projeto de um implante coclear é maximizar o número de populações de neurônios que não se sobrepõem e que podem ser estimuladas pelos eletrodos. Existem ainda implantes ocasionados para controlar os batimentos cardíacos, funcionando como marcapassos (o caso de Sasha Ferrari,1985 implantada com 2 anos de idade no Japão). As evidências recentes apontam para a existência de 4 a 8 regiões independentes disponíveis no contexto de processamento da fala, mesmo para implantes com 22 eletrodos. O mais provável é que o número de regiões independentes seja limitado pela sobreposição dos campos elétricos dos eletrodos adjacentes (e até mesmo daqueles um pouco mais distantes). As sobreposições são inevitáveis para eletrodos implantados na escala timpânica, pois os eletrodos estão imersos em um fluido de alta condutividade, a perilinfa e estão ainda situados relativamente longe do tecido neural do nervo auditivo. Para um melhor resultado e uma menor sobreposição das zonas de estimulação seria necessário conseguir realizar o implante mais próximo do tecido neural, um novo tipo de eletrodo e tipo de estimulação para reduzir a interferência entre eletrodos.

### Processamento digital do sinal acústico:
Para que exista uma transformação do sinal acústico em disparos neuronais na base da cóclea é necessário realizar um processamento do sinal de entrada simulando o processamento que ocorreria numa cóclea saudável.

Ilustração de um diagrama típico de processamento de sinal para implante cocleares

Umas das abordagens existentes hoje é ilustrada na figura ao lado. A estratégia exemplificada consiste em um banco de filtros para separar o sinal em faixas de frequências, um filtro passa-baixas para extrair o envelope do resultado de cada banda, um mapeamento não linear para compressão dinâmica do sinal e por fim a modulação do sinal será aplicado aos eletrodos implantados na cóclea.
A etapa do banco de filtro deve simular a filtragem existente ao longo do processo auditivo. O ouvido externo pode ser visto como um filtro passa-baixas, como descrito por J. L. Flanagan. Os estudos de G. Békésy mostraram como é a estimulação da membrana basilar por uma onda acústica incidente através da janela oval. Békésy mostra a existência de uma onda acústica viajante no interior da cóclea. Esta onde mecânica estimula a membrana basilar de formas diferentes em sua extensão devido à sua variação da espessura e rigidez ao longo do comprimento. Cada região ao longo da membrana basilar funciona como um filtro passa-faixa, sendo estimulado prioritariamente por uma determinada banda de frequência. A vibração na membrana basilar por sua vez estimula as células ciliadas dispostas ao longo da cóclea. Cria-se então uma tonotopia na estimulação da cóclea, na qual os estímulos de baixa alta frequência estimularam a parte basal, onde a membrana é mais fina e mais rígida, e os estímulos de baixa frequência estimularão a parte apical onde a membrana é mais espessa e menos tensa. Esta tonotopia é recriada digitalmente pelo banco de filtros. É importante que esta tonotopia seja recriada para garantir bons resultados na audição, incluindo a diferenciação de pitch para sons, puros e complexos. A função de Greenwood utilizada muitas vezes para aferir a posição dentro da cóclea em que os eletrodos devem ser implantados ou então quais as faixas de frequências correspondentes à posição dos eletrodos para um ajuste do banco de filtros. Donald D. Greenwood determinou de forma empírica esta relação entre frequência e local de estimulação em várias espécies de mamíferos, inclusive o homem.
Após o estágio do banco de filtros, cada canal é processado por um detector de envelope, ou um retificador de meia onda, e posteriormente um mapeamento não linear, ou um controle de ganho automático, para reproduzir o funcionamento das células ciliadas internas. Ray Meddis desenvolveu um modelo para as células ciliadas internas baseando-se na sua fisiologia. Este modelos simula a transdução mecânico-neural que ocorre nas células ciliadas internas. Neste modelo a função de permeabilidade controla a liberação de neurotransmissores na fenda sináptica. A probabilidade de disparos do neurônio no nervo auditivo é varia com a quantidade de neurotransmissores na fenda. É necessária uma compressão não linear da faixa dinâmica do sinal antes da etapa de modulação para mapear uma faixa extensa que abrange os sons no ambiente, até 100 dB, em uma faixa dinâmica estreita, de aproximadamente 10 dB ou pouco mais. O mapeamento pode ser ainda mais restrito, de uma faixa de 30 dB para os sons da fala em uma faixa de 10 dB, para tanto é necessário algum tipo de controle automático de ganho após a entrada do microfone.

### Cocleograma e Correlograma:
Os modelos auditivos e as representações perceptuais são matérias que despertam interesse por tentarem entender e resolver os problemas sobre o entendimento do que é som, as suas representações, como funciona o aparelho auditivo humano, como os homens percebem o mundo acústico, como somos capazes de realizar com simplicidade certas tarefas como a separação de fontes e a separação da fonte e do ruído. Os modelos auditivos propõem a transformação de um estímulo acústico em estímulos elétricos que são os potenciais de disparo dos neurônios na base da cóclea. Esta é uma transformação de representação entre dois mundos díspares. Uma forma de visualizar esses potenciais de disparos, de forma a tornar-se inteligível a nossa apreciação, é através de sua representação através de um cocleograma (veja ilustração).

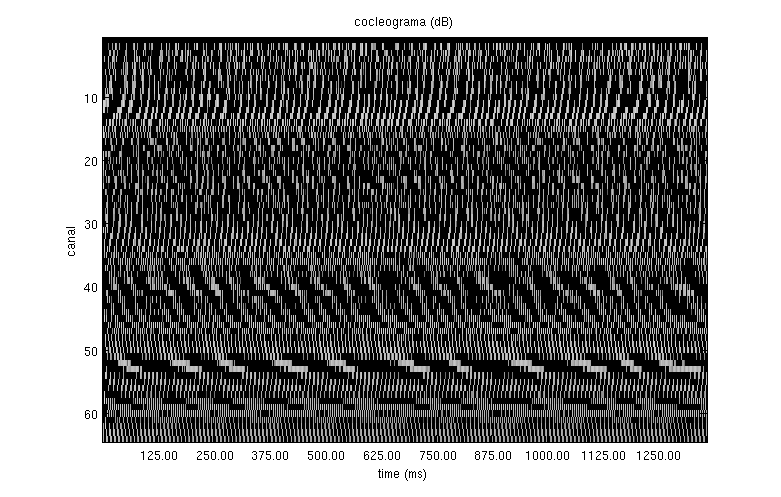
Cocleograma. Logarítmo da probabilidade de disparos em todos os canais do cocleograma gerado

O cocleograma representa o som como padrões de probabilidades de disparo neural ao longo da membrana basilar no decorrer do tempo. Na figura ilustrada, o eixo horizontal é o tempo, o eixo vertical é a localização ao longo da membrana (o início da membrana fica na parte mais baixa do gráfico e o final da membrana na parte mais ao topo) e em tons de cinza está representada a probabilidade de disparo neuronal. O cocleograma pode ser visto como uma analogia ao espectrograma.
O uso do cocleograma como uma forma de analisar e compreender o processamento auditivo humano, o reconhecimento de fala e outros aspectos da audição humana, é uma forma pobre de análise e representação. Uma forma mais rica de representação é o correlograma. Este representa o som em figuras bidimensionais ao longo do tempo, permitindo, com esta dimensão extra, a modelagem de muitas outras experiências perceptivas. É possível alinha um vídeo gerado pelo correlograma com o áudio de entrada e assim permitir a comparação entre a percepção auditiva e a representação visual. O correlograma é o gráfico feito a partir da auto-correlação para diferentes valores de atraso. O correlograma do cocleograma será feito a partir da autocorrelação da saída em cada canal (ou eletrodo) para diferentes atrasos. O correlograma é comumente utilizado como uma forma de medir aleatoriedade para uma variável variante no tempo. Se a amostra for aleatória, então a auto-correlação será próxima de zero para qualquer atraso utilizado. Se não for aleatória, ao menos um dos valores de auto-correlação será expressivamente não nulo.

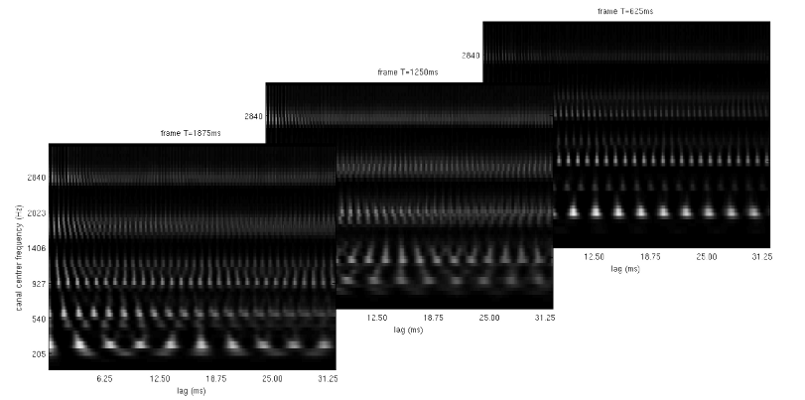
Correlograma gerado para o som de uma vogal

O correlograma refina a informação obtida pelo cocleograma através do cálculo de periodicidades no sinal através da função de auto-correlação de tempo curto. Desta forma a periodicidade dons sons é bem representada no correlograma. Se o sinal original contiver uma componente aproximadamente periódica, tal como os sons vozeados da fala, ou as notas dos instrumentos musicais, então cada canal excitado pelo sinal terá uma alta similaridade com ele mesmo atrasado do período da repetição. Acredita-se que a informação de periodicidade é uma representação intermediária importante no processamento auditivo humano e é fundamental para o entendimento da percepção de pitch, para a análise de cenas auditivas e para explicar nossa capacidade de entender sons mesmo quando em ambientes ruidosos.

## Critérios básicos de indicação do implante coclear
O processo para realizar a cirurgia de implante coclear deve seguir critérios rigorosos para que se tenha o melhor prognóstico possível. Há uma série de fatores que devem ser levados em consideração, dentre eles: o tipo e o grau da perda auditiva, idade e tempo de privação sensorial, capacidade auditiva, desenvolvimento global, engajamento da família, o acesso da criança  à terapia fonoaudiológica especializada, entre outros. 
Por essa razão uma equipe interdisciplinar especializada e capacitada deve fazer avaliações criteriosas no pré-operatório. Não só no pré mas também no pós operatório essa criança deve ser acompanhada pela equipe. A equipe básica em implante coclear é constituída por médicos otorrinolaringologistas, fonoaudiólogos, psicólogos e assistente social. Quando necessário, são encaminhadas a outros profissionais.
Os procedimentos de avaliação da criança constituem-se de exames e testes padronizados, além de questionários aplicados aos pais.

### Pacientes pré-linguais
Pacientes pré linguais são aqueles que não tem nenhuma memória auditiva, pois a surdez se instala antes que a criança tenha tido contato com a linguagem oral. Na sua maioria, esses paciente tiveram resultados negativos no Teste da Orelhinha ou que a aquisição e desenvolvimento da fala são atípicos.
- Deficiência auditiva neurosensorial bilateral de grau severo a profundo, com reabilitação fonoaudiológica efetiva há pelo menos 3 meses (crianças de 0 a 18 meses) ou desde a realização do diagnóstico (crianças maiores de 18 meses), que não se beneficiarem do aparelho de amplificação sonora individual (AASI).
- Neste grupo a idade do paciente é importante.
- Nas crianças, a idade ideal é até 2 anos de idade, sendo que quanto mais precocemente o paciente é implantado, melhores serão os resultados.
- Entre 2 e 5 anos os resultados também podem ser bons, porém são inferiores aos pacientes implantados até 2 anos.
- A partir dos 5 anos os pacientes também podem ser implantados, porém os resultados dependerão de outros fatores como o grau de desenvolvimento da linguagem já adquirida e do trabalho de estimulação auditiva prévia, como uso de prótese auditiva e capacidade de realização de leitura orofacial e língua de sinais.

### Pacientes pós-linguais
Pacientes pós linguais são aqueles que adquirem a deficiência auditiva depois de terem adquirido a linguagem oral.
- Deficiência auditiva neurosensorial bilateral de grau severo a profundo que não se beneficiarem do aparelho de amplificação sonora individual (AASI), ou seja, apresentarem escores inferiores a 50% em testes de reconhecimento de sentenças com o uso da melhor protetização bilateral possível.
- Não existe limite de tempo para a realização do implante coclear neste grupo, porém quanto maior o tempo de surdez, piores serão os resultados.[21]

## Procedimento Cirúrgico
A cirurgia do Implante coclear é realizada com o objetivo de se inserir os dispositivos internos do implante (receptor e eletrodos). A técnica cirúrgica pode variar de acordo com o tipo de aparelho a ser implantado, pois existem diferenças a tamanho e espessura para os receptores internos e externos. Em todo paciente é realizado uma tomografia pré-operatória de osso temporal ou ressonância magnética para verificar a permeabilidade da cóclea. O procedimento cirúrgico é realizado sob anestesia geral durando em média 2 horas.
É realizada tricotomia retro auricular ampliada e o paciente é operado em decúbito dorsal (" barriga para cima") com rotação da cabeça expondo a área a ser explorada. A incisão é realizada na região retroauricular (3-4 cm) com um amplo retalho de pele, tecido subcutâneo e músculo.  O retalho músculo-cutâneo pode ser realizado em forma de "C" ou "S" evitando-se lesar a irrigação arterial da região (veja figura).

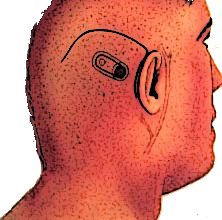
Incisão em "C" com local e posição de fixação do implante

Didaticamente podemos dividir o procedimento em seis etapas:
1. Mastoidectomia, com identificação do canal semicircular lateral, processo curto da bigorna (Figura ao lado, parte A).
2. Timpanostomia posterior com exposição da janela redonda e cóclea (Figura ao lado, parte B).
3. Fresagem do osso temporal para fixar o implante. No local da fresagem para fixação do implante retira-se toda camada muscular tentando diminuir assim, a distância entre os receptores externos e internos (Figura ao lado, parte B).
4. Realização de uma cocleostomia. A escala timpânica é melhor encontrada se a cocleostomia é realizada anterior e superiormente à janela redonda e tem por objetivo criar uma via permeável onde será introduzido o conjunto de eletrodos (Figura ao lado, parte D).
5. Colocação e fixação do receptor (Figura ao lado, parte C).
6. Fechamento da incisão.

A ativação dos eletrodos e programação do processador só será realizada após, aproximadamente, seis semanas da cirurgia.
Com a ativação dos eletrodos, a criança deve ser acompanhada pelo programa de implante coclear a cada dois meses no primeiro ano, três meses no segundo ano, quatro meses no terceiro ano e a partir do quarto ano o retorno deve ser semestralmente.

Nesse retorno são realizados exames, testes e um acompanhamento quanto ao funcionamento do implante e a evolução da audição e linguagem oral da criança. 

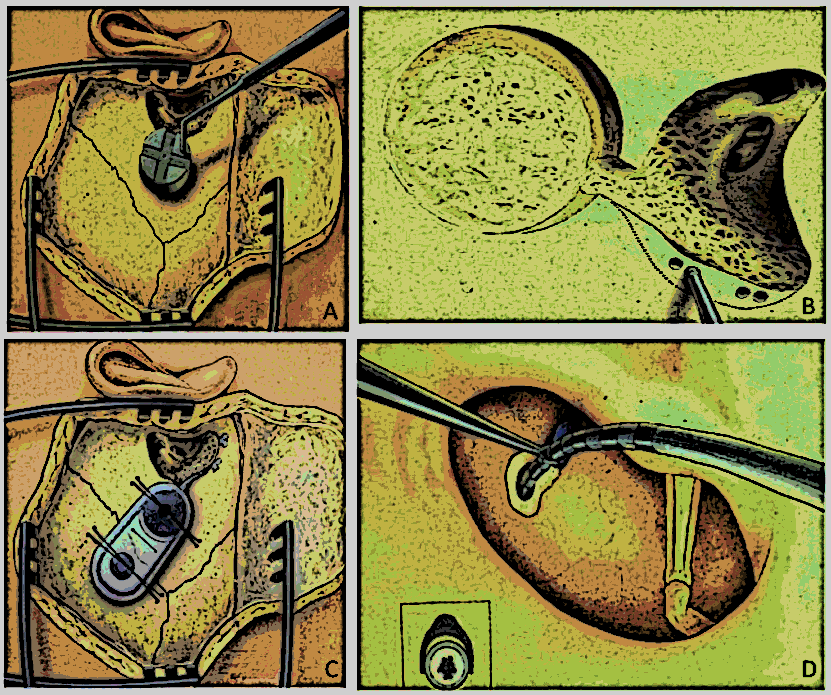
A) Mastoidectomia e uso de um modelo para marcar a área a ser fresada para colocação do implante. B) Timpanostomia posterior e fresagem do leito do implante. C) Fixação do implante no osso temporal. D) Introdução dos eletrodos na cóclea

### Complicações cirúrgicas
Como todo procedimento cirúrgico, o implante coclear está sujeito a complicações anestésicas e infecções no pós-operatório. Outras complicações seriam:
1. lesão do nervo facial, o que justifica o monitoramento peroperatório do nervo.
2. Formação de fístulas liquóricas
3. Lesão do anel e membrana timpânica
4. Lesão do seio sigmóide
5. Lesão da dura-máter

As complicações cirúrgicas são pouco frequentes quando envolvem uma equipe cirúrgica bem treinada e com experiência na realização de tal procedimento.

### Cuidados pós operatórios
Após a cirurgia se faz necessários alguns cuidados com o IC, como, por exemplo, não lavar a cabeça durante 3 dias, evitar esforço físico e exposição ao sol por 30 dias e dormir com a orelha operada para cima por 14 dias.
Além desses cuidados alguns outros farão parte para o resto da vida do paciente; por ser um dispositivo eletrônico, o IC será captado nos detectores de metais, por isso é importante ter em mãos documentos que comprovem a DA e o uso do implante.
Exames como ressonância magnética devem ser evitados, uma vez que o metal do IC pode ser atraído abruptamente pelo aparelho de ressonância, gerando sérias complicações ao paciente.

## Ativação e Programação do dispositivo
Para que o paciente tenha acesso aos sons de fala e posteriormente benefício com o uso do Implante Coclear é necessário que após a cirurgia os eletrodos que foram inseridos na cóclea sejam ativados. A ativação do dispositivo ou ativação dos eletrodos é realizada em média 30 dias depois da cirurgia, com algumas exceções na alteração do prazo desse procedimento como, por exemplo, complicações pós operatórias ou cirurgia de IC sequencial com ativação simultânea. A ativação é realizada pelo fonoaudiólogo audiologista e para tal procedimento são realizadas uma série de medidas das quais podem ser incluídos os procedimentos objetivos, como a telemetria de impedância, a pesquisa do reflexo estapediano eliciado eletricamente e a pesquisa do potencial de ação do nervo auditivo eliciado eletricamente; e os procedimentos psicofísicos, como a pesquisa dos níveis mínimos, dos níveis máximos, balanceamento dos eletrodos e/ou pesquisa do limiar de desconforto.
Após a ativação dos eletrodos o paciente usuário do IC é acompanhado ao longo da vida realizando acompanhamentos periódicos, sendo esses mais próximos nos primeiros meses do uso do IC e quando os níveis são estabilizados o intervalo dos acompanhamentos são maiores. Essa etapa de programação ou mapeamento dos eletrodos tem por objetivo proporcionar ao paciente audibilidade e conforto para todos os sons da fala e para alcançar tal objetivo são realizados procedimentos objetivos e/ou psicofísicos, os quais foram citados anteriormente.

## (Re)Habilitação
Ao adaptar um dispositivo eletrônico, a criança ou o adulto iniciará seu contado com a sensação auditiva e deve aprender a dar funcionalidade a essa sensação; dessa forma torna-se de extrema importância a habilitação ou reabilitação auditiva.
A reabilitação vem ao encontro dessa necessidade de dar funcionalidade a uma nova sensação e tem como norte um bom treino das habilidades auditivas: detecção, discriminação, reconhecimento (identificação) e compreensão auditiva,  essas habilidades são acompanhadas de atenção e memória auditiva. Sendo assim, o objetivo é de sempre focar no desenvolvimento da percepção auditiva e como consequência a aquisição da linguagem.
Para que se possa alcançar o objetivo proposto, são utilizadas abordagens terapêuticas específicas de acordo com a época de aquisição da deficiência auditiva e a idade do paciente, para assim, maximizar o desempenho das habilidades auditavas com o implante coclear.
A terapia individual deve objetivar o desenvolvimento da linguagem oral e das habilidades auditivas (detecção, discriminação, reconhecimento e compreensão auditiva), para assim, possibilitar uma comunicação efetiva e um adequado desenvolvimento global do indivíduo.
É necessário ressaltar que o sucesso de um tratamento desse porte não pode ser atribuído a apenas um profissional. Toda uma equipe está envolvida nesse trabalho constante. Desde do primeiro contato do possível candidato ao implante coclear com seu médico, uma série de profissionais estarão, de alguma forma, envolvidos. São eles: Otorrinolaringologistas, Fonoaudiólogos, Psicólogos e Assistentes Sociais.
Além do acompanhamento profissional, um estudo de 2009 observou em 155 crianças que o modo de comunicação dos pais é essencial na aquisição da linguagem. Por isso, a família e todas as pessoas que estão no círculo social de quem receberá o implante coclear também têm um papel fundamental no processo de (re)habilitação auditiva, já que passam mais tempo com a pessoa implantada do que a equipe fonoaudiologia e os professores.

## Cognição e intervenção
É possível que num futuro próximo venham existir 528 milhões de adultos com mais de 65 anos com perda de audição. Estudos realizados pela Global Burden of Disease Studies em 2015 nos mostram que existem hoje no mundo cerca de quinhentos milhões de pessoas com surdez incapacitante, ou seja; perda de audição média de 35 decibel ou mais, em todas as frequências, no ouvido menos afetado.
A deficiência auditiva é uma das dificuldades que mais atingem esta faixa etária, acarretando diversos problemas: o isolamento social, a solidão e a depressão, que podem afetar consideravelmente a qualidade de vida desses indivíduos.
A perda auditiva que acomete a terceira idade, também conhecida como presbiacusia,  é um problema crônico multifatorial, que se caracteriza por ser bilateral (acometendo as duas orelhas), simétrica e progressiva.
Uma das maiores queixas dos idosos é a dificuldade de compreensão de fala em ambientes ruidosos. Com o envelhecimento, a função cognitiva também é afetada , alguns estudos verificaram a relação entre a perda auditiva e o declínio cognitivo em idosos, comprovando que a perda auditiva está associada ao risco de desenvolver demência em função da gravidade na população idosa,  uma vez que no processo de envelhecimento ocorre um declínio de funções fisiológicas e sensoriais.
A demência  é caracterizada como uma síndrome crônica cujas características principais são representadas pelo declínio da memória, declínio intelectual e de outras funções como: linguagem, praxia, capacidade de reconhecer e identificar objetos, abstração, organização, capacidade de planejamento e sequenciamento, mudanças no comportamento ou na personalidade, além do prejuízo no desenvolvimento psicossocial.
Devido aos grandes entraves que a presbiacusia pode acarretar na vida do idoso, e dependendo do grau da perda auditiva, os aparelhos convencionais podem não fornecer ganho suficiente para restabelecer a sua audição. Nestes casos, é recomendado o procedimento cirúrgico para a colocação do implante coclear, pois este dispositivo fará a função das células ciliadas lesadas ou ausentes produzindo um estímulo elétrico às fibras remanescentes do nervo auditivo.
Alguns estudos realizados com pacientes idosos, pós - implantados relatam que os testes de percepção de fala que foram aplicados por meio de um protocolo, dos quais foram avaliadas  as habilidades de: detecção e discriminação dos sons do Ling; discriminação de vogais; teste de reconhecimento de padrões supra-segmentares; teste Four-choice; teste de reconhecimento de sentenças em formato fechado; teste de reconhecimento de sentenças em formato aberto; teste de reconhecimento de monossílabos, além da  utilização do uso do telefone.  Concluíram que  os pacientes idosos, usuários de implante coclear, apresentaram ganhos auditivos relevantes com significativa melhora na compreensão de fala, em contexto aberto e no uso de aparelhos telefônicos em relação aqueles usuários  do Aparelho de Amplificação Sonora individual.

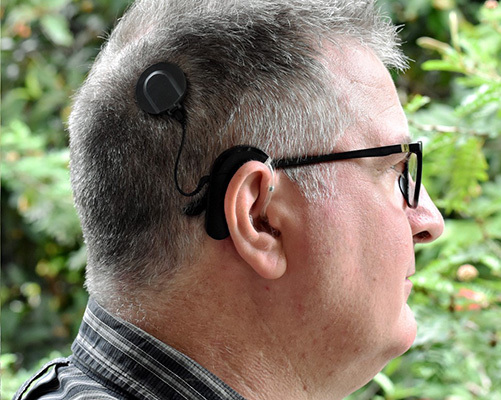
Imagem de um idoso utilizando um implante coclear

## Implante coclear em idosos
O benefício do IC na população idosa já foi alvo de controvérsias devido à influência da idade avançada no desempenho auditivo, justificada pela degeneração progressiva do sistema auditivo periférico e central e agravada por déficits cognitivos, tempo de perda auditiva, dificuldades de aprendizagem e comunicação. Além disso, a presença de comorbidades físicas pode determinar um maior risco de complicações anestésicas e cirúrgicas, bem como prolongamento da recuperação pós-operatória. Porém, vários estudos demonstraram que o IC na população idosa é bem tolerado e que nenhuma das complicações são exclusivas de pacientes idosos, ou seja, os riscos são equivalentes às taxas em adultos jovens.
Foram analisados os resultados da percepção da fala dessa população usuária de IC, comparando seu desempenho com o de adultos mais jovens. Esses achados variam, alguns estudos afirmam que as melhorias observadas em idosos são semelhantes às de outras faixas etárias, enquanto outros indicam que a população geriátrica tem um avanço menor ou mais lento na compreensão da fala após o IC.
Assim, para avaliar os reais benefícios e limitações proporcionadas pelo IC, torna-se necessária, além dos teste de reconhecimento de fala e limiares auditivos, a análise de instrumentos que avaliam a comunicação cotidiana, as relações sociais, o bem-estar e a qualidade de vida.
De acordo com a Classificação Internacional de Funcionalidade, Incapacidade e Saúde (CIF), toda deficiência é relacionada à incapacidade e do handicap. Assim, a incapacidade seria não somente a restrição ou falta de capacidade de percepção de som, mas também na limitação individual e social. Já o handicap é entendido como tudo que restringe a participação do indivíduo de realizar suas atividades e situações de vida normalmente e compromete suas relações pessoais.
Já foi comprovada a eficácia do implante coclear em pacientes idosos no que diz respeito à autopercepção dos pacientes, que referem melhora quanto à compreensão de fala, localização e qualidade de audição, bem como na qualidade de vida. Assim, é importante ressaltar que o dispositivo oferece melhoras audiológicas, como também propicia redução do handicap do usuário, devolvendo a autonomia, a melhora na comunicação e, assim, na qualidade de vida. Existe evidência, ainda, de que as funções cognitivas não são influenciadas pela cirurgia do IC, mas as funções executivas parecem se beneficiar da implantação. Portanto, a idade não deve ser um fator limitante e o IC pode e deve ser proposto como um tratamento eficaz quando existe a indicação.

## Implante coclear e música
A música é uma das expressões artísticas mais antigas utilizadas pelo homem, através da manifestação de sentimentos e lembranças, bem como entretenimento e lazer. Ou seja, a música faz parte do cotidiano e promove bem-estar, satisfação e qualidade de vida. Da mesma forma que a linguagem, a música tem estímulos e parâmetros acústicos que são processados pela audição, porém, esses são mais complexos e demandam um maior processamento. Usuários de Implante Coclear apresentam um déficit em relação a percepção da música, especificamente ao timbre e altura, até mesmo indivíduos com uma boa compreensão de fala geralmente apresentam grandes limitações em sua capacidade de perceber e, especificamente, realizar uma performance musical. Porém, estudos mostram que atividades musicais podem contribuir para a reabilitação auditiva de usuários de IC, tendo em vista que envolvem processos cognitivos altamente relevantes, ademais música pode melhorar a percepção e produção da linguagem em vários níveis.

## Principais portarias no Brasil
- Portaria Nº 4.421, de 28 de dezembro de 2018[57] - Habilita os estabelecimentos como Serviço de Atenção Especializada às Pessoas com Deficiência Auditiva.
- Portaria Nº 2.161, de 17 de julho de 2018[58] - Estabelece critérios para troca do processador de fala na Tabela de Procedimentos, Medicamentos, Órteses/Próteses e Materiais Especiais do SUS.

## Cronologia da implantação coclear
- 1800 - Alessandro Volta faz o primeiro estudo da estimulação eléctrica, em Itália;
- 1855 - Sistema auditivo com corrente alternada, por Duchenne de Bolonha, em França;
- 1868 - Estudo da localização de estímulos e eléctrodos, por Brenner, na Alemanha;
- 1930 - Experimentação da audição artificial num gato, por Wener e Bray, nos EUA;
- 1936 - Descoberta do efeito electrofónico das céculas ciliadas, por Stevens e Jones, nos EUA;
- 1950 - Lundberg implanta o primeiro adulto surdo, na Suécia.
- 1951 - Distinção das frequências dentro da cóclea, por Anderson e Munson, nos EUA;
- 1953 - Demonstração de como a pele actua como transdutor, por Flottorp, EUA;
- 1957 - Gjourno e Eyres implantam o primeiro adulto surdo em França;
- 1961 - Estimulação do ouvindo através do sinal de rádio, por Frey, em França;
- 1964 - Doyle e Simmons implantam outro surdo adulto nos EUA;
- 1973 - House implanta novo adulto surdo, nos EUA;
- 1978 - Clark implanta o primeiro adulto surdo na Austrália;
- 1980 - Chouard implanta a primeira criança surda, em França;
- 1981 - Primeira criança surda implantada por House, nos EUA;
- 1984 - Implante monocanal 3M House, aprovado pela FDA em surdos pós-linguísticos;
- 1987 - Implantação da primeira criança no Reino Unido;
- 1988 - Primeira criança implantada com Nucleus multicanal, na Noruega;
- 1990 - Implantação da primeira criança na Holanda;
- 1990 - Primeiro implante de tecnologia avançada no Brasil, realizada no Centrinho de Bauru;
- 1995 - Estatégias Nucleus Multipeak SKEAK aprovadas pela FDA para adultos com surdez severa;
- 1997 - Implante coclear aprovado pela FDA em crianças surdas a partir dos dois anos de idade;
- 1998 - Implante coclear aprovado pela FDA em crianças surdas a partir dos dezoito meses de idade